# Scindapsus curranii
Scindapsus curranii  Engl. & K.Krause – gatunek wieloletnich, wiecznie zielonych pnączy z rodziny obrazkowatych, pochodzących z obszaru od północnego Borneo do Filipin.